# Детмольд
Детмольд (нем. Detmold) — город в Германии, расположенный на северо-востоке земли Северный Рейн-Вестфалия, в 100 км к юго-западу от Ганновера и в 30 км восточнее Билефельда.
До 1918 года был столицей княжества Липпе-Детмольд, в 1918—1947 столица Свободного государства Липпе. Самый большой город и районный центр административного округа Липпе.

## География
Детмольд расположен в регионе Восточная Вестфалия — Липпе
(нем. Ostwestfalen-Lippe). С юга город окружён горами Тевтобургский Лес.

## Население
Численность населения составляет 72 758 человека (на 15 декабря 2024 года). Согласно переписи 2011 года 8,74 % жителей города являются иностранными гражданами. 78,8 % жителей — этнические немцы.
В Детмольдском пригороде Херберхаузен, районом с многоэтажными панельными домами, по состоянию 2006 года 62 процента жителей являлись поздними переселенцами из стран СНГ, прежде всего из России и Казахстана. 20 процентов жителей были этническими курдами, которые прибыли в Германию в качестве беженцев. 10 процентов жителей разного происхождения, а всего лишь 7 процентов жителей были немцами. Херберхаузен в 1990-х годах считался очагом преступности в городе, однако ситуация в 2000-х годах значительно успокоилась. С 2015 года в Херберхаузене проживают всё больше беженцев из арабоязычных стран, в частности из Сирии.

## Известные жители, уроженцы
- Оливер Потт (род. 1973) — немецкий предприниматель и автор книг.
- Фердинанд Фрейлиграт (1810-1876) — немецкий поэт и переводчик.
- Георг Верт (1822-1856) — немецкий поэт и журналист.
- Кристиан Дитрих Граббе (1801-1836) — немецкий драматург-романтик.
- Иом Тоб Липман Цунц (1794-1886) — еврейский учёный.
- Ирис Бербен (род. 1950) — немецкая актриса.
- Штайнмайер, Франк-Вальтер (род. 1956) — немецкий политик, 12 президент Германии.

## История

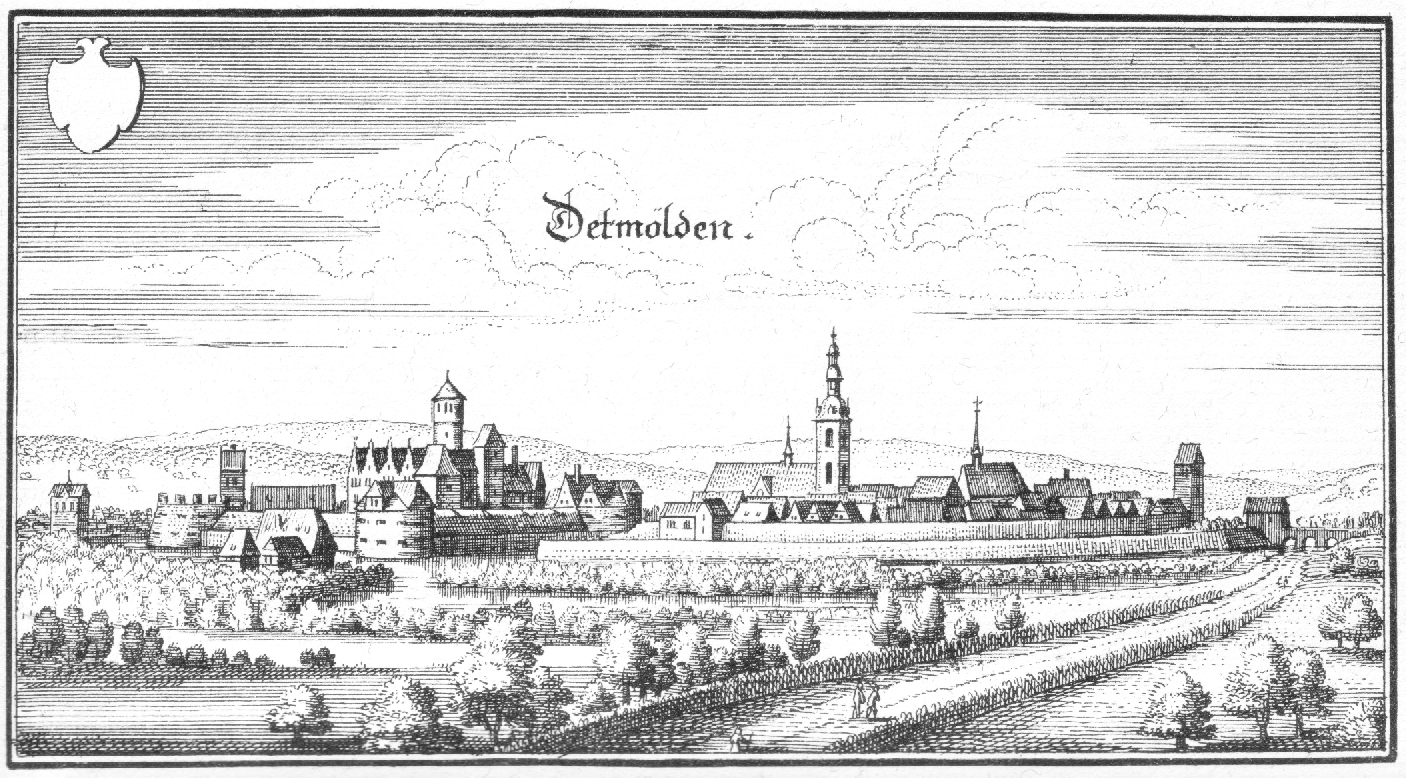
Вид Детмольда изображенный Матеусом Мерианом в 1647 г.

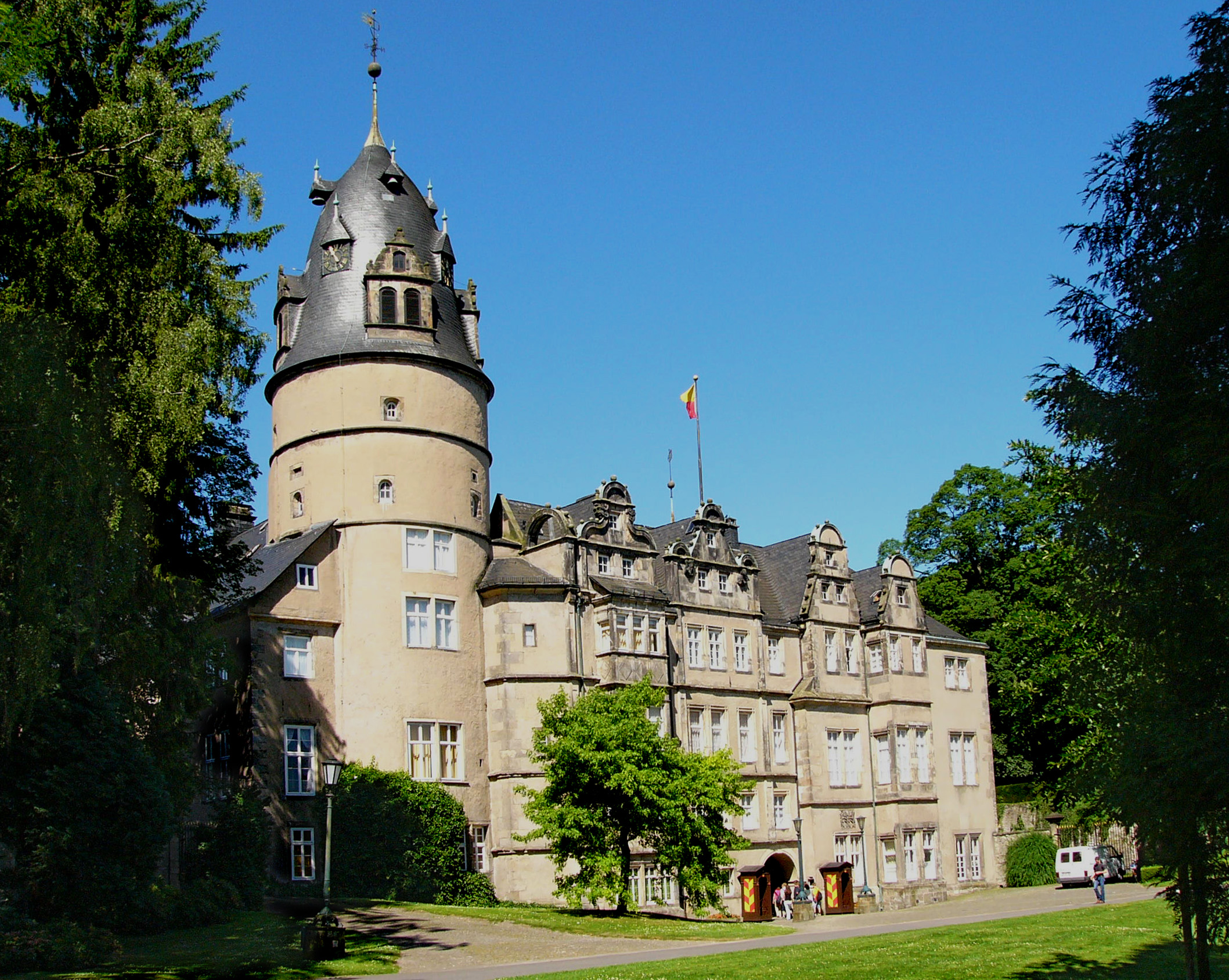
Замок в Детмольде

- 783 — первое упоминание о городе как Theotmalli (в сообщении о сражении при Детмольде)
- 1005 — как Tietmelli или Theotmalli — Gau
- 1263 — получил статус города
- 1305 — был окружен каменной стеной метровой толщины
- 1547 — крупный пожар разрушил более 70 домов
- 1557 — строительство замка
- 1625 и 1637 — эпидемия чумы
- 1809 — появление на улицах города первого освещения с помощью масляных фонарей
- 1825 — строительство городского театра
- 1900 — население достигло отметки 12000 жителей
- с 1789 по 1918 — резиденция князей Липпе
- 1 января 1970 — присоединение 25 близлежащих общин
- 1972 — образование районного управления Липпе

## Культура и достопримечательности
- Памятник Арминию
- Городской театр
- Летний театр

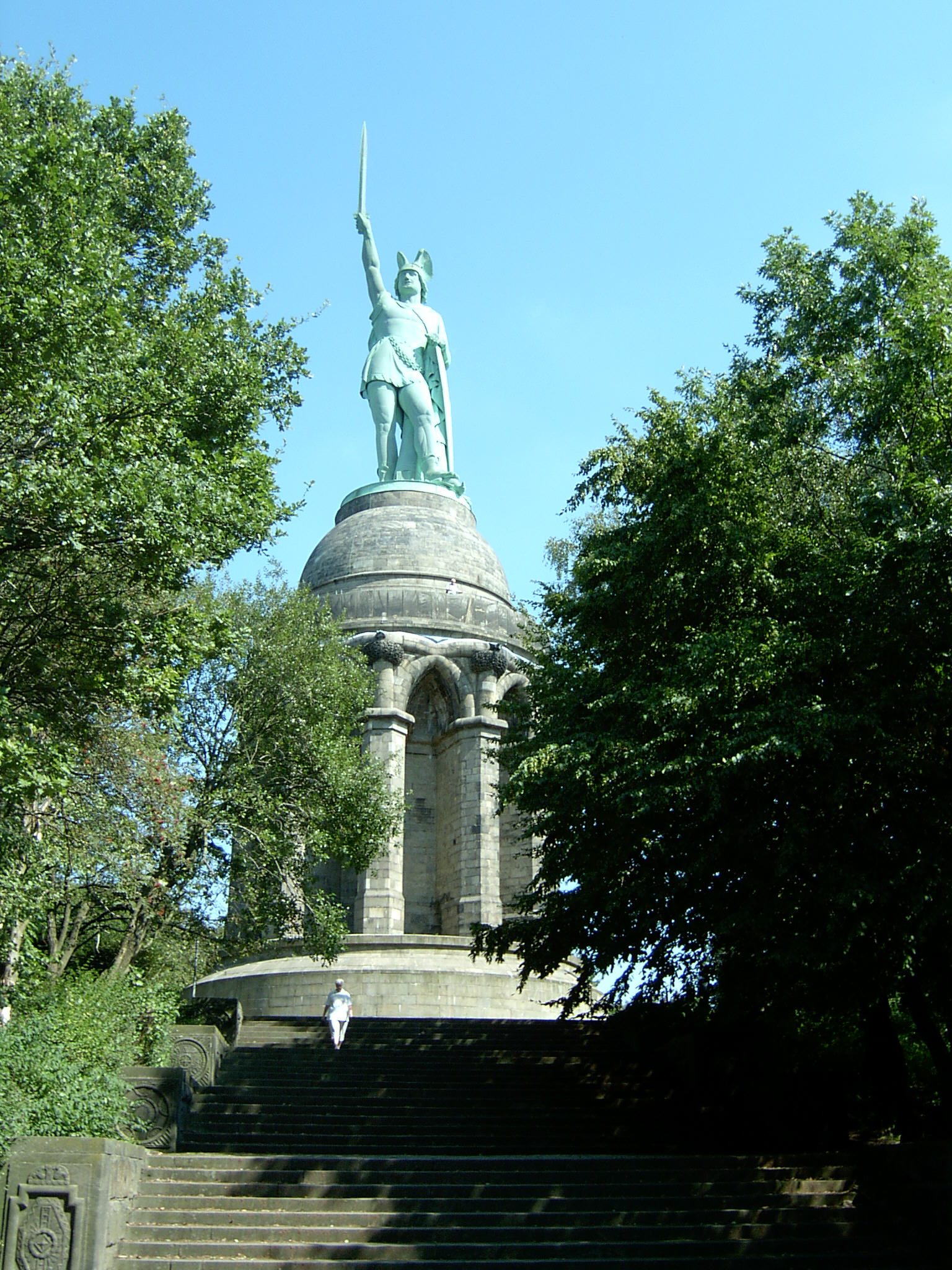
Памятник Арминию

- Вестфальский музей под открытым небом
- Окружной музей округа Липпе
- Замок-резиденция князя Липпе
- Евангелическая церковь Маркткирхе
- Дворцовый парк
- Памятник Йоханнесу Брамсу

## Религии
- Реформатские церкви: Церковь Спасителя, Церковь Христа
- Лютеранские церкви: Церковь Мартина Лютера, Церковь Троицы
- Католические церкви: Церковь Святого Креста, Церковь Святой Марии
- Баптистские приходы: Русскоязычное баптистское сообщество Герберхаузен, "Библейская Миссия Детмольда", "Свободное евангелическое сообщество"
- Мусульманские Мечети: Центральная мечеть Детмольда (турецкая)

### Православие
В Детмольде проживает немалое количество православных. Практически все из иммигрантов. Многие приехали из стран СНГ, а также из Сербии и  Греции. Один раз в месяц православная служба на церковнославянском языке проходит в помещении католической церкви.

## Спорт
- Ориентирование — в 1995 году в Детмольде проходил летний чемпионат мира по спортивному ориентированию.

## Промышленность
- Индустриально-торговая палата округа Липпе
- Пивоварня Strate Detmold GmbH
- Страховая компания региона Липпе
- Производитель компонентов для электротехнической промышленности Weidmüller Interface GmbH & Co. KG

## Города-побратимы
- Савонлинна, Финляндия
- Хассельт, Бельгия
- Цайц, Германия
- Сент-Омер, Франция
- Верона, Италия